# Пасен
Пассен (фр. Passins) — коммуна во Франции, находится в регионе Рона — Альпы. Департамент коммуны — Изер. Входит в состав кантона Морстель. Округ коммуны — Ла-Тур-дю-Пен.
Код INSEE коммуны — 38297. Население коммуны на 1999 год составляло 696 человек. Населённый пункт находится на высоте от 210  до 377  метров над уровнем моря. Муниципалитет расположен на расстоянии около 430 км юго-восточнее Парижа, 50 км восточнее Лиона, 65 км северо-западнее Гренобля. Мэр коммуны — Raymond Bernet, мандат действует на протяжении 2001—2008 гг.
Динамика населения (INSEE):